# Philornis
Philornis este un gen de muște din familia Muscidae.

## Specii[1]
- Philornis aitkeni
- Philornis albuquerquei
- Philornis amazonensis
- Philornis angustifrons
- Philornis bella
- Philornis blanchardi
- Philornis carinata
- Philornis cinnamomina
- Philornis deceptiva
- Philornis diminuta
- Philornis downsi
- Philornis falsifica
- Philornis fasciventris
- Philornis frontalis
- Philornis fumicosta
- Philornis gagnei
- Philornis glaucinis
- Philornis grandis
- Philornis insularis
- Philornis lopesi
- Philornis masoni
- Philornis mediana
- Philornis mima
- Philornis mimicola
- Philornis molesta
- Philornis nielseni
- Philornis niger
- Philornis obscura
- Philornis obscurinervis
- Philornis petersoni
- Philornis pici
- Philornis porteri
- Philornis querula
- Philornis rettenmeyeri
- Philornis ruforscutellaris
- Philornis sabroskyi
- Philornis sanguinis
- Philornis schildi
- Philornis seguyi
- Philornis setinervis
- Philornis sperophila
- Philornis steini
- Philornis torquans
- Philornis trinitensis
- Philornis umanani
- Philornis univittata
- Philornis vespidicola
- Philornis vulgaris
- Philornis zeteki